# 陸懷玉
陸懷玉（16世紀—17世紀），字獻之，號石含，浙江嘉興府平湖縣人，明朝、南明政治人物。

## 生平
萬曆四十三年（1615年），陸懷玉舉乙卯科浙江鄉試，萬曆四十七年（1619年）登己未科進士，授工部虞衡司主事，監督臨清磚廠，歷陞員外郎，虞衡司郎中、營繕司郎中；又負責寶源局，在天啟年間主持皇極殿、中極殿、建極殿重建工程，按例遷任京官。因不謁見魏忠賢，被外任為鎮江知府。當地發生饑荒，富人收起糧食不讓百姓購買，陸懷玉宣布會將他們抄家賑災，富人們覺得驚恐，立刻拋售糧食，米價即時便宜。其後，轉武昌副使、鹽法參政，陞山東按察使，釋放死囚幾千人；再擢福建右布政使。
弘光元年（1645年），同福建三司官員迎立隆武帝，除通政使。不久，他請求退休，未得准許，以鄭鳳來代任通政使，他則晉官戶部右侍郎代替林銘鼎。福京失守後降清，後事不詳。

## 家族
陸懷玉之子陸祚蕃，清朝康熙癸丑進士。

## 引用
1. 1 2  錢海岳《南明史·卷四十三·列傳第十九》：陸懷玉，字石含，平湖人。萬曆四十七年進士。授虞衡主事，督臨清磚廠，歷員外郎、營繕虞衡郎中。管寶源局，董三殿工，例遷京秩。以不謁魏忠賢，出為鎮江知府。
2. ↑  《思文大紀·卷一》：閏六月初二日，福建布、按、都三司、左布政司周汝璣、參議傅雲龍、張文輝、副使僉事柴世珽、陸懷玉、李長倩、羅萬爵、張夬、劉柱國、張晉徵、王芋、都司陳績、郭軻、楊陞誠具箋迎賀。
3. ↑  錢海岳《南明史·卷四十三·列傳第十九》：歲饑，巨室擁粟閉糴。揚言欲封籍以振饑，巨室懼，爭出所藏以售，價遂平減。轉武昌副使、鹽法參政，陞山東按察使，出殊死幾千人。擢福建右布政使，迎立紹宗，除通政使。尋乞休，不許，以鄭鳳來代之，而晉懷玉戶部右侍郎代銘鼎。福京亡，降於清。
4. ↑  四庫全書本《浙江通志· 卷一百六十七》：陸懷玉《平湖縣志》：字石含，萬曆己未進士。……子祚蕃成進士，歷貴州參政，循績著聞能濟美云。